# Krev mé krve
Krev mé krve (v anglickém originále Blood of My Blood) je šestý díl šesté řady seriálu Hra o trůny stanice HBO. Celkově se jedná o 56 epizodu. Režíroval ji Jack Bender, scénář vytvořil Bryan Cogman. Mezi hlavní vystupující postavy patří Bran Stark, Meera Reed, Benjen Stark, Samwell Tarly, Gilly (Fialka), Jaime Lannister, Margaery Tyrell, Tommen Baratheon, Arya Stark a Daenerys Targaryen. V USA měl díl měl premiéru 29. května 2016, v České republice o den později.
Epizoda byla obecně přijata velmi dobře a kritiky především udivilo jednání některých charakterů, například Aryin odchod z Dómu Mnohotvářného Boha, ale také návrat jiných postav, jako je Walder Frey nebo Benjen Stark, který byl již od první série považován za mrtvého.

## Děj

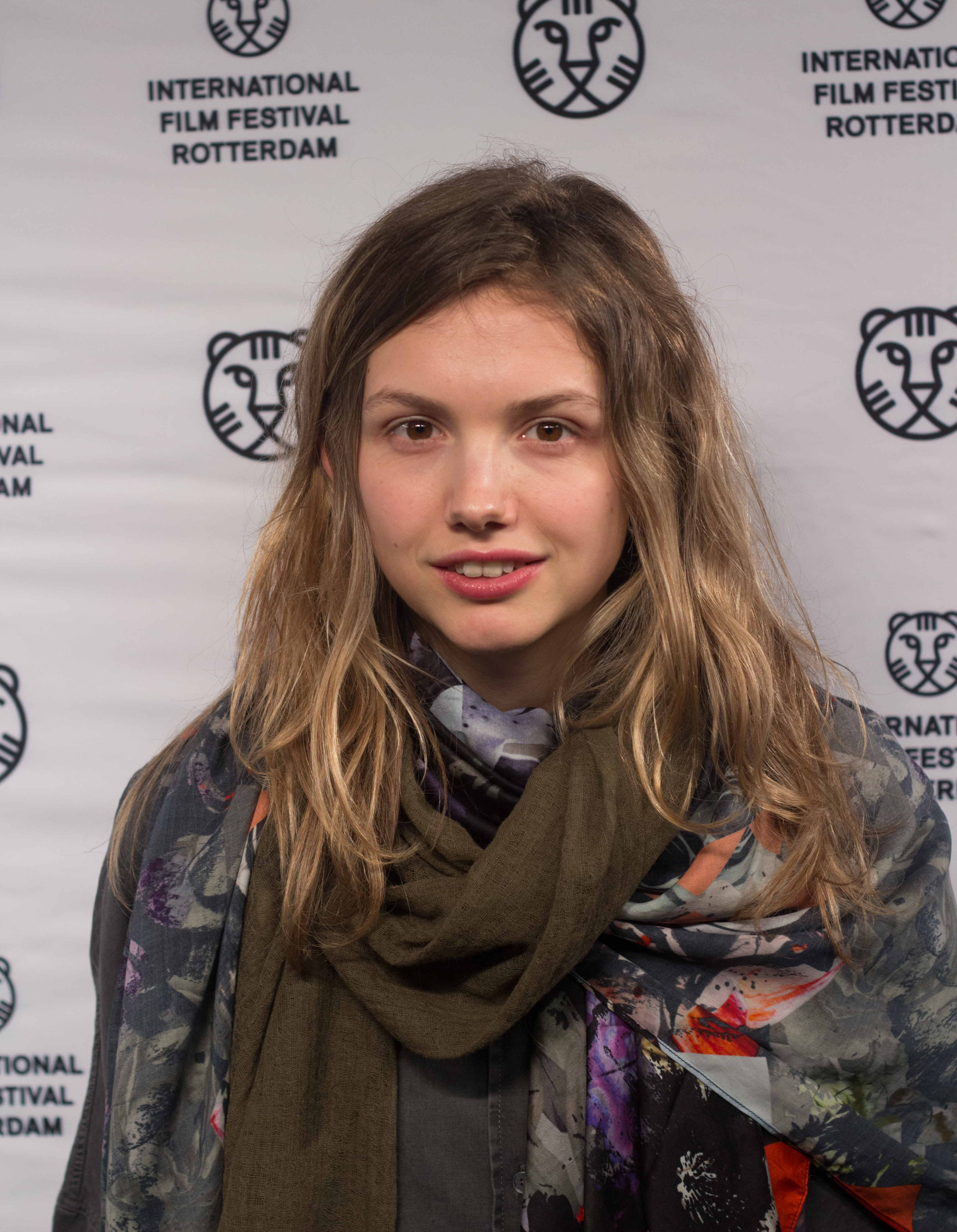
Hannah Murrayová, ztvárnitelka Gilly

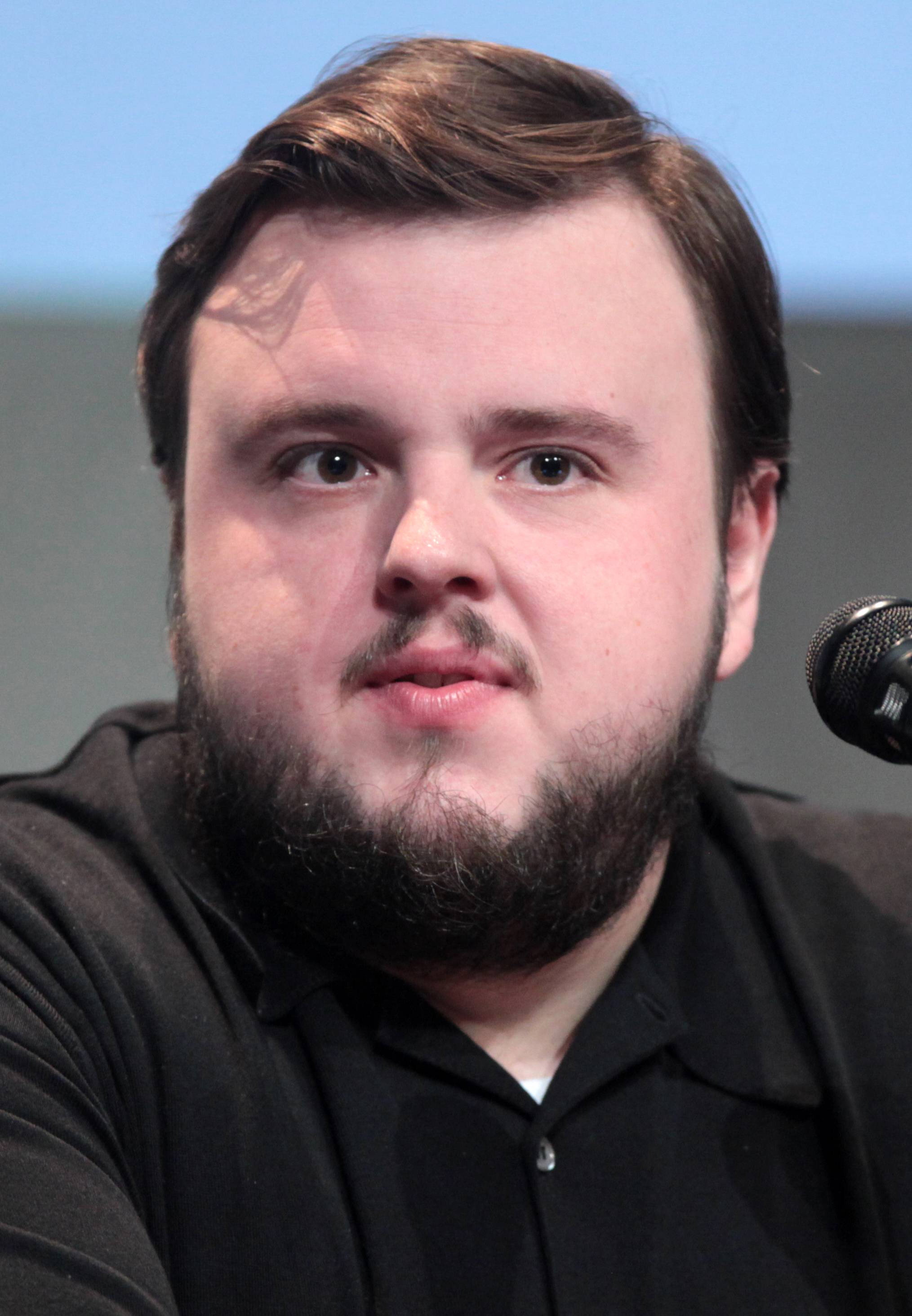
Ztvárnitel Samwella Tarlyho John Bradley-West

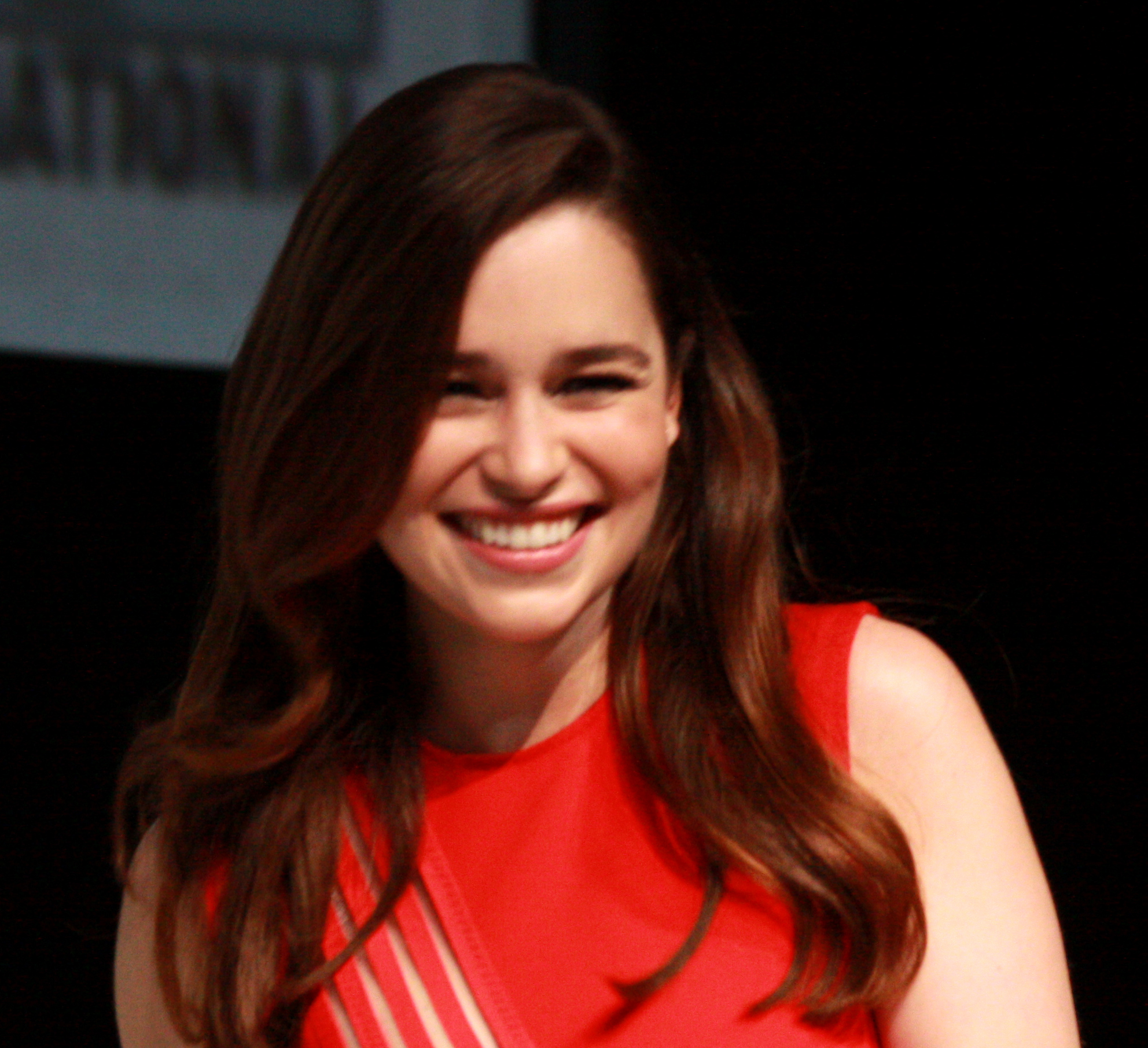
Představitelka postavy Daenerys: Emilia Clarkeová

### Za Zdí
Epizoda začíná scénou Meery (Ellie Kendrick) a Brana (Isaac Hempstead Wright). Bran sní, zatímco jej Meera sama táhne na lehátku. Meera padá a přestože se snaží, nemůže jít dále. Bran se v tu chvíli probudí a krátce nato je dostihují první nemrtví. Před jistou smrtí oba zachrání tajemný jezdec, který nemrtvé pobije a Meeru a Brana odveze s sebou neznámo kam.
Meera a Bran jsou neznámým jezdcem odvezeni do lesa, kde má táborák. Zachránce Brandonovi prozradí, že jej zná; naposledy jej viděl ještě jako chlapce. Když se ho Meera zeptá, kdo je, odhalí se. Jedná se o Branova strýce (bratra Neda Starka) Benjena (Joseph Mawle). Již od první série seriálu se ale předpokládalo, že je mrtvý, jelikož se ztratil na za Zdí a nikdy se nevrátil. Benjen vysvětluje, že společně s oddílem se vydali za Zeď hledat bílé chodce, ale byli jimi přepadeni. Samotného Benjena proměnili také v bílého chodce, později jej ale našli Děti lesa, které za pomocí dračího skla proměnu zastavily. Také Branovi sdělí, že on (Bran) je nyní Tříoká vrána.

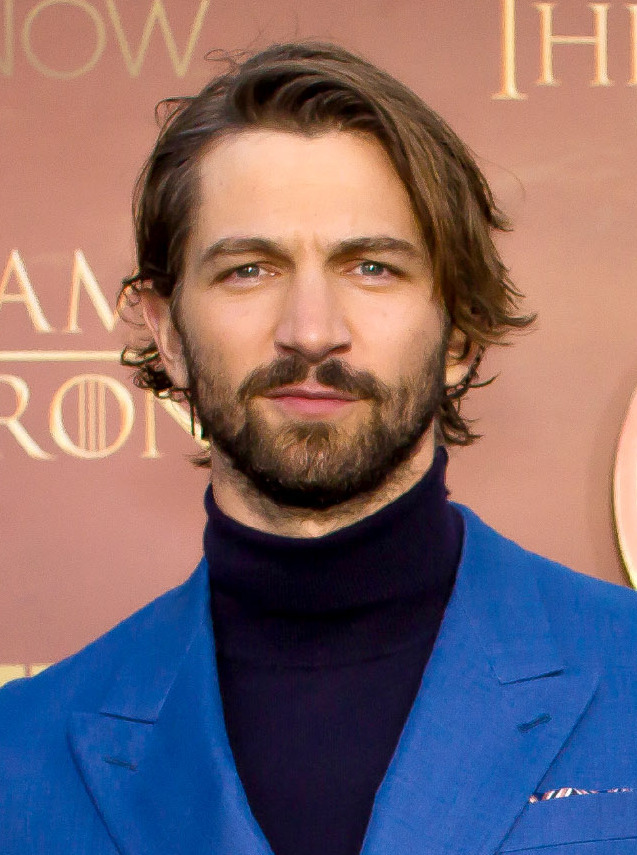
Představitel Daaria Michiel Huisman

### Parožnatý vrch
Děj se přesouvá do kočáru, ve kterém jede Sam Tarly (John Bradley-West) a Gilly (Hannah Murrayová) i s dítětem Samem. Jsou na cestě do sídla rodu Tarlyů, kde má dívka i s dítětem zůstat, dokud se Sam nevyučí mistrem a nebudou se moci společně vrátit do Černý hrad. Sam je ze setkání s rodinou a především otcem, který jej zavrhl, nesvůj. Také Gilly varuje, že jeho otec nenávidí Divoké a nesmí se prozradit. Při příjezdu jej příjemné přivítá sestra Talla (Rebecca Benson) a Samova matka Melessa (Samantha Spiro). Sam jim představí i Gilly, ze které jsou obě nadšené.
Sam a Gilly dorazí na Parožnatý vrch a připravují se na večeři, kde budou přítomni všichni členové rodiny Tarlyů. Večeře je tichá, dokud se Samův otec Randyll (James Faulkner) nezačne navážet do Sama kvůli jeho váze a vojenské neschopnosti. Když začne Gilly Sama obhajovat, připomene, že sám zabil i bílého chodce. Tomu ale nevěří ani Randyll, ani Samův bratr Dickon (Freddie Stroma). Gilly se prořekne, že se to stalo při cestě na jih na Černý hrad. Nakonec musí přiznat, že je Divoká a Randyll je velmi rozhořčený a slibuje Samovi, že je to jeho poslední noc na tomto hradě. Také podotkne, že Gilly bude moct pracovat v kuchyni a o dítě bude postaráno. Vzápětí se chystá Sam odjet předčasně do Citadely, avšak nakonec se pro Gilly a malého Sama vrací; nechce je na zámku nechat. Při cestě ukradne i rodový meč, o kterým mu otec řekl, že mu nikdy nedovolí, aby jej mohl vzít do ruky.

### Královo přístaviště
Nejvyšší vrabčák (Jonathan Pryce) a mladý král Tommen (Dean-Charles Chapman) spolu mluví o očištění Margaery (Natalie Dormerová) od jejích hříchů. Nejvyšší vrabčák nakonec Tommenovi dovolí manželku vidět. Ta je očividně se svým osudem smířená a rozhodla se přijmout víru v Sedm Bohů a kát se. Margaery se králi přiznává, že přestože se v minulosti snažila chudým pomáhat, nebylo to dost a vše to bylo jen pro její popularitu a chce se zlepšit a být více nápomocná.
V Králově přístavišti se schyluje k vojenskému konfliktu mezi Nejvyšším vrabčákem a malou armádou Jaimeho Lannistera (Nikolaj Coster-Waldau) a lorda Mace Tyrella (Roger Ashton-Griffiths). Společně vedou armádu Tyrellů městem až k septu, kde vyzvou Nejvyššího vrabčáka, aby jim vydal Margaery i jejího bratra, sera Lorase (Finn Jones). Vrabčák nepřijímá, ale také upozorňuje, že ke krveprolití vůbec nemusí dojít. Ze septa pak vychází král Tommen, který svému strýci a zároveň otci zakáže na Nejvyššího vrabčáka jakkoliv útočit. A protože Margaery odčinila své hříchy tím, že k víře přivedla i Tommena, je propuštěna. Následně Jaimeho donutí, aby se postavil do čela armády, která bude od Bryndena Černé Ryby (Clive Russell) dobývat zpět Řekotočí.
Jaime nesouhlasí s rozkazem Tommena vydat se dobýt Řekotočí. Chce najmout žoldáky a zabít Nejvyššího vrabčáka, ale Cersei (Lena Headeyová) ho nakonec přesvědčí, aby Tommenovi neodporoval a slíbí mu, že Nejvyšší vrabčák bude za své činy také souzen.

### Braavos
Arya (Maisie Williamsová) sleduje další představení, kde hraje její cíl, herečka zvaná lady Crane (Essie Davis). Představení popisuje průběh svatby Margaery a Joffreyho (Jack Gleeson), kdy se Joffrey otráví vínem. Další scénka popisuje zavraždění lorda Tywina Lannistera (Charles Dance) jeho synem Tyrionem (Peter Dinklage), která se odehrála v epizodě Děti. Mezitím schází Arya do zákulisí, kde se chystá otrávit rum lady Crane. Nejdříve váhá, ale nakonec jed do lahvičky nalije. Při cestě ven ji ale lady Crane zastaví a konverzuje s ní o dětství a herectví. Když už se lady Crane chystá rum vypít, Arya ho odhodí a řekne, ať si Crane dává pozor na její spolupracovnici Biancu. Tomu všemu přihlíží Dívka bez tváře (Faye Marsay). Poví Jaqenu H'ghar (Tom Wlaschiha) o tom, jak Arya nesplnila úkol a požádá o to, zda by ji mohla zabít. Jaqen souhlasí. Mezitím Arya nachází mečík, který pro ni na Zimohradu nechal ukovat John Sníh (Kit Harington), Jehlu, a rozhodne se odejít z Dómu Mnohotvářného Boha.

### Nedaleko Meereenu
Daenerys (Emilia Clarkeová) společně s Daariem (Michiel Huisman) a khalasarem projíždí pouští. Nejdříve se ptá, kolik lodí bude potřebovat pro přepravení Dothraků, Neposkvrněných a jejích dalších bojovníků přes moře a nakonec Daaria nechává za sebou a ujíždí na koni do pouště sama. Tam za ní přiletí i Dragon. Společně s ním posílí víru dothraků v ní a ti ji přísahají, že pro ni přeplují moře.

### Dvojčata
Po dlouhé době se v seriálu objevuje i Walder Frey (David Bradley). Zlobí se na své syny Lothara (Daniel Tuite) a Waldera (Tim Plester), kteří měli Řekotočí ubránit, avšak nepodařilo se jim to. Nakonec syny vyšle, aby Řekotočí znovu dobyli.

## Produkce a natáčení

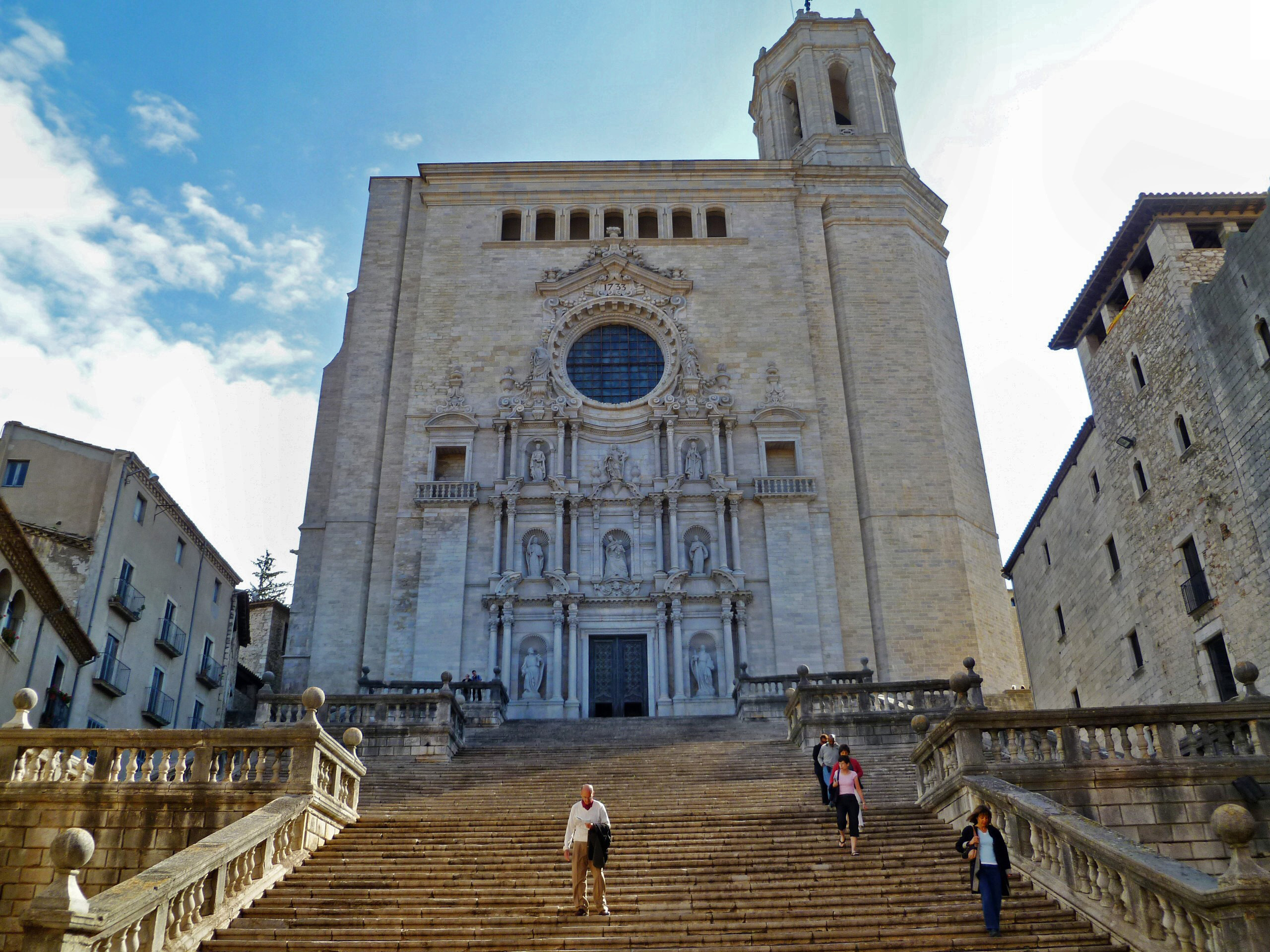
Katedrála Panny Marie v Gironě, kde se odehrávají všechny scény ze septa

Epizoda Krev mé krve byla režírována Jackem Benderem, zatímco scénář vytvořil Bryan Cogman. Ten již v minulosti vytvořil scénáře pro sedm epizod Hry o trůny a bude vytvářet i scénář pro následující díl Zlomený muž (premiéra 6. června 2016). Některé scény mají údajně být podle obsahu šesté knihy ze série Písně ledu a ohně; Větry zimy.
Epizoda byla specifická především návratem několika "ztracených postav": Waldera Freye a především Benjena Starka. Walder Frey se naposledy v seriálu objevil při Krvavé svatbě, kde byla zabita Katelyn Stark (Tully), její syn Robb i další příslušníci rodu. Benjen Stark se v seriálu naposledy objevil v první sérii, která se natáčela v roce 2013. Již tehdy se v rozhovoru vyjádřil, že by se rád do seriálu opět vrátil. Představitel jeho syna Waldera se od té doby nezměnil, avšak namísto Lothara byl dosazen nový herec; Daniel Tuite. Když Bran snil, objevil se v jeho snu bývalý král Aerys II. Targaryen, kterého ztvárnil David Rintoul. V této scénce se, mimo jiné, objevila i známá věta „Spalte je všechny!“, v důsledku čehož bylo zabito mnoho postav seriálu, mimo jiné i otec Neda Starka.
Natáčení se odehrává na různých místech, například scény na schodiště septa se odehrávají ve Španělsku v katedrále Panny Marie ve Gironě. Jedná se o katedrálu z 11. století postavenou v gotickém stylu. Některé záběry z Braavosu byly též natáčeny v Gironě.